# Ryan Duncan
Pour les articles homonymes, voir Duncan.
Ryan Duncan, né le 18 janvier 2004 à Keig en Écosse, est un footballeur écossais qui évolue au poste d'ailier gauche à l'Aberdeen FC.

## Biographie

### En club
Né à Keig en Écosse, Ryan Duncan est formé par l'Aberdeen FC. Il joue son premier match en professionnel le 22 novembre 2020, lors d'une rencontre de Scottish Premiership, la première division écossaise, contre les Glasgow Rangers. Il entre en jeu à la place de Greg Leigh (en), et son équipe s'incline par quatre buts à zéro.
Le 28 septembre 2021, Duncan est prêté jusqu'au mois de janvier 2022 au Peterhead FC. Le 30 décembre 2021, le Peterhead FC annonce la prolongation du prêt de Duncan, s'étendant désormais jusqu'à la fin de la saison.
Le 3 mars 2023, Ryan Duncan prolonge son contrat avec Aberdeen de trois ans, le liant désormais au club jusqu'en juin 2026,.
Il joue davantage en équipe première à partir de 2023, son entraîneur Barry Robson, qu'il considère comme un mentor, lui faisant confiance en lui donnant progressivement plus de temps de jeu.

### En sélection
Ryan Duncan représente l'équipe d'Écosse moins de 17 ans, jouant au total deux matchs en 2019.
Le 26 mars 2023, Ryan Duncan joue son premier match avec l'équipe d'Écosse espoirs contre le Pays de Galles. Il entre en jeu et les Écossais sont battus par trois buts à zéro.